# イェルゲン・ブルンコルスト

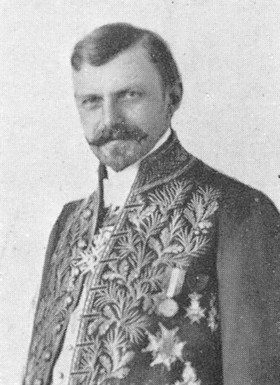
Jørgen Brunchorst

イェルゲン・ブルンコルスト（Jørgen Brunchorst、1862年8月10日 - 1917年5月19日）はノルウェーの植物学者である。ベルゲン博物館の学芸員、館長を務めた。後に政治の世界に入り、1907年から1908年の間、労働大臣を務め、外交官としても働いた。

## 略歴
ベルゲンで造船所経営者の息子に生まれた。甥に、花粉分析などで知られる、植物学者のクヌート・ファグリ（Knut Fægri）がいる。テュービンゲン大学で植物学を学び1885年に博士号を得た。しばらく植物生理学者、ヴィルヘルム・ペッファーの助手として働いた。
1889年にベルゲン博物館（ベルゲン大学（1946年創設）の基となる博物館）の学芸員の職を得て、ノルウェーに戻り、1901年に博物館の館長になった。ベルゲン博物館の自然科学分野での研究体制の充実を図り、オスロ大学との競合に勝って1892年にベルゲンにノルウェー最初の生物試験場が作られた。
多くの科学論文の他、一般大衆向けの科学書も執筆し、1889年から1906年の間、ベルゲン博物館の出版する科学雑誌、"Naturen"　を編集した。
政治的活動としては1895年から1897年の間と1903年と1906年の間、ノルウェーの国会議員となり、1907年から1908年の間はJørgen Løvlandが首相の内閣で労働大臣を務めた。外交官としてのキャリアは1906年からでハバナ、中南米に赴任し、1910年から1916年はストックホルムの大使、その後、ローマに赴任し、ローマで没した。

## 著作
- Udvikling, liv og formering i planteriget, Giertsen, Bergen, 1901
- Om Arternes Oprindelse: en populær Fremstilling, Aschehoug, Kristiania, 1901
- Bergens museum 1825-1900: en historisk fremstilling, Bergen museum, Bergen, 1900
- Beretning om den Internationale Fiskerikongres afholdt i Bergen den 18de-21de juli 1898, Selskabet for de norske fiskeriers fremme, Bergen, 1899
- De vigtigste Plantesygdomme: en populær Fremstilling af Nytteplanternes Sundhedslære, Giertsen, Bergen, 1887